# Gojin Dol
Gojin Dol (cirill betűkkel Гојин Дол, bolgárul Гоин дол) egy falu Szerbiában, a Piroti körzetben, a Dimitrovgradi községben.

## Népesség
- 1948-ban 518 lakosa volt.
- 1953-ban 493 lakosa volt.
- 1961-ben 348 lakosa volt.
- 1971-ben 330 lakosa volt.
- 1981-ben 343 lakosa volt.
- 1991-ben 333 lakosa volt
- 2002-ben 264 lakosa volt, akik közül 97 bolgár (36,74%), 91 szerb (34,46%), 2 cigány, 1 macedón.